# Kostîlnîkî, Mostîska
Kostîlnîkî (în ucraineană Костильники) este un sat în comuna Zaveazanți din raionul Mostîska, regiunea Liov, Ucraina.

## Demografie
Componența lingvistică a localității Kostîlnîkî
     Ucraineană (100%)
Conform recensământului din 2001, toată populația localității Kostîlnîkî era vorbitoare de ucraineană (100%).